# لانفر واتردین
لانفر واتردین (به انگلیسی: Llanfair Waterdine) یک روستا و محله مدنی در بریتانیا است که در Shropshire واقع شده‌است. لانفر واتردین ۲۲۵ نفر جمعیت دارد.